# Shara Proctor
Shara Proctor (ur. 16 września 1988 w The Valley) – brytyjska lekkoatletka, która sportową karierę zaczynała jako reprezentantka Anguilli, specjalizująca się w skoku w dal.
W pierwszych latach kariery była m.in. szósta na mistrzostwach świata juniorów młodszych w 2005 oraz odpadła w eliminacjach mistrzostw świata juniorów w kolejnym sezonie. Ma na koncie szereg medali z juniorskich mistrzostw Ameryki Środkowej i Karaibów oraz CARIFTA Games. W 2008 i 2009 stawała na podium mistrzostw Ameryki Środkowej i Karaibów, a w 2009 była także szósta na mistrzostwach świata w Berlinie. W 2010 zmieniła obywatelstwo na brytyjskie, a w 2011 zadebiutowała w nowej reprezentacji odpadając w eliminacjach mistrzostw świata. Brązowa medalistka halowych mistrzostw świata ze Stambułu (2012). Zajęła 9. miejsce w finale igrzysk olimpijskich w Londynie. Czwarta zawodniczka halowych mistrzostw Starego Kontynentu z 2013. W tym samym roku była szósta na mistrzostwach świata w Moskwie. Zwyciężczyni łącznej punktacji Diamentowej Ligi 2013 w skoku w dal. W marcu 2014 zajęła 4. miejsce podczas halowych mistrzostw świata w Sopocie, natomiast rok później w Pekinie wywalczyła wicemistrzostwo świata. W 2016 Proctor została zgłoszona do eliminacji skoku w dal podczas rozgrywanych w Amsterdamie mistrzostw Europy, lecz nie wystartowała w konkursie, uczestniczyła też w igrzyskach olimpijskich w Rio de Janeiro w tym samym roku, jednakże bez awansu do finału.
Medalistka mistrzostw Wielkiej Brytanii oraz uczestniczka drużynowych mistrzostw Europy.

## Rekordy życiowe
- skok w dal (stadion) – 7,07 (28 sierpnia 2015, Pekin) rekord Wielkiej Brytanii
- skok w dal (hala) – 6,91 (13 lutego 2016, Berlin)

Proctor jest także rekordzistką Anguilli w różnych konkurencjach (skok w dal, trójskok, rzut dyskiem, bieg na 60 metrów). W 2012 ustanowiła wynikiem 6,89 nieaktualny już halowy rekord Wielkiej Brytanii w skoku w dal.